# الزاوية ماسة
الزاوية ماسة هي إحدى القرى شبه الحضرية التابعة لجماعة ماسة بإقليم شتوكة آيت باها بجهة سوس ماسة درعة بالمغرب. لغة سكانها تاشلحيت وكلهم مسلمون.

## الجغرافية
تقع على الضفة الشرقية لوادي ماسة.
- الإحداثيات:

## طالع كذلك
- ماسة (المغرب).